# Heinrich Wilhelm von Gerstenberg
Œuvres principales
Ugolino (drame en 5 actes) 
Briefe über Merkwürdigkeiten der Litteratur
Heinrich Wilhelm von Gerstenberg (né le 3 janvier 1737 à Tondern, dans le duché de Schleswig, et mort le 1er novembre 1823 à Altona) est un poète et critique allemand. Il utilisait aussi les  pseudonymes Ohle Madsen, Zacharias Jernstrup, Irmenfried Wetstein.

## Biographie
Gerstenberg naît à Tondern, dans le duché de Schleswig. Après des études l'école à Husum, il fréquente à Hambourg le  prestigieux lycée Christianeum d'Altona qui à l'époque était danois, lycée orienté vers l'étude des langues et littératures classiques.  Il entreprend à partir de 1757 des études de droit à l'université de Iéna, mais les arrête après deux années. À Iéna il devient membre de la Deutsche Gesellschaft (de), une société de promotion de l'emploi de la langue allemande, et où il établit de nombreux contacts littéraires. Au cours de sa longue vie, Gerstenberg passe par plusieurs phases stylistiques de la littérature nationale allemande.
En 1760, il s'engage dans l'armée danoise. Affecté à l'état-major, autour de Claude-Louis de Saint-Germain, il participe à la guerre entre le Danemark et la Russie en 1762.  Il passe les douze années suivantes à Copenhague, où fréquente le cercle littéraire autour de Friedrich Gottlieb Klopstock.
Il commence par écrire dans le style du poète grec Anacréon (Tändeleyen, 1759). Ses Kriegslieder (1762) lui valent un grand succès. Gerstenberg se marie en 1765 avec Sophie Trochmann. Ils ont sept enfants. Avec son Gedicht eines Skalden (1766) il rejoint le groupe des bardes menés par Klopstock. Progressivement, pendant son séjour à Lyngby, village près de Copenhague, se forme un petit cercle qui, en plus de la littérature, s'adonne à la musique. Gerstenberg, soutenu activement par sa femme, publie en 1767 sa cantate Ariadne auf Naxos. Il traduit The Maid's Tragedy de Francis Beaumont et John Fletcher (1767) et contribue à l'émergence du Sturm und Drang avec sa création littéraire majeure, une tragédie au sujet horrible mais puissante, Ugolino (1768), sujet traité par Dante dans les chants XXXII et XXXIII de l’Inferno. On peut voir dans cette tragédie une parabole de la situation de l'intellectuel allemand de la fin du XVIIIe siècle, et plus généralement, une description de la frustration de tout Allemand créatif, actif, ambitieux, sensible, et ressentant d'autant plus cruellement le cadre étroit de la société d'Ancien Régime. Ugolino porte à un point extrême la description de la révolte et de l'impuissance des hommes contre une violence subie et que l'on finit par retourner contre soi. En cela Gerstenberg a pu à bon droit se défendre contre ceux qui lui reprochaient de substituer à l'imitation des Français celle de Shakespeare : l'ambiance oppressante de son drame n'a rien du foisonnement de l'Anglais. Ce qui a heurté les critiques allemands du XVIIIe et du XIXe siècles, ce sont les failles d'un discours religieux et moral qui laissent entrevoir un profond désespoir face à une mort dénuée de sens. Plus que par ses audaces formelles, c'est par ce désespoir, qui transparaît à travers la situation traitée, que la pièce de Gerstenberg a marqué l'évolution de la pensée et des lettres allemandes. Gerstenberg reste l'homme d'un sujet qu'il a eu l'audace de ne pas traiter de façon tout à fait édifiante.
De 1775 à 1783, Gerstenberg représente les intérêts du Danemark comme résident danois à Lübeck.   Il a peut-être encore mieux desservi le nouveau mouvement littéraire par ses Briefe über Merkwürdigkeiten der Litteratur (1766-1770), dans lesquels il explicite les principes littéraires du Sturm und Drang et manifeste particulièrement son enthousiasme pour Shakespeare.
En 1786 il est nommé  directeur judiciaire de la loterie royale  à Altona, poste qu'il occupe jusqu'à sa retraite en 1812. Gerstenberg n'est plus au contact de la littérature et s'intéresse principalement à la philosophie de Kant. Il mène des échanges épistolaires intenses avec  Friedrich Heinrich Jacobi, Charles de Villers et Friedrich Leopold de Stolberg notamment. 
Il publie des écrits philosophiques, comme  Zwei Kammern im Staat? oder Eine? (1792) et Die Kategorien entwickelt und erläutert (1795). À la fin de sa vie, Gerstenberg vit retiré et presque oublié. Il est nommé en 1808 membre correspondant de l'Académie bavaroise des sciences et reçoit en 1815 un docteur honoris causa de l'Universität Kiel, mais il est oublié. Même son édition de Vermischten Schriften qu'il entreprend en 1815-1816 n'est guère remarquée.

## Œuvres
- Tändeleyen. Leipzig 1759
- Prosaische Gedichte. Altona 1759
- Kriegslieder eines dänischen Grenadiers. Altona 1762
- Handbuch für einen Reuter . Altona 1763
- Samling af adskillige Skrifter til de skiønne Videnskabers og det danske Sprogs Opkomst og Fremtarv. Sorø/Kopenhagen 1765
- Gedichte eines Skalden. Copenhague 1766
- Ariadne auf Naxos. Kantate. Copenhague 1767
- Briefe über Merkwürdigkeiten der Litteratur. Schleswig 1766/70 (4 volumes)
- Ugolino (de) : ein Trauerspiel in fünf Aufzügen. Hambourg 1768 (anonyme). Première représentation le  22 juin 1769 à Berlin
- Minona. Hambourg 1785
- Vermischte Schriften. Altona 1815 (3 volumes)
- Clarissa im Sarge. Kantate (inachevée)
- Peleus. Oper (inachevé)

### Littérature sur Gerstenberg
- (de) Anne-Bitt Gerecke, « Gerstenberg, Heinrich Wilhelm von: Ugolino. Eine Tragoedie, in fünf Aufzügen », dans Heide Hollmer, Albert Meier   (éditeurs), Dramenlexikon des 18. Jahrhunderts, Munich, C. H. Beck, 2001, p. 70–72
- (fr) Heinrich Wilhelm von Gerstenberg, Ugolino, traduction française commentaires et présentation de François Genton, Grenoble, ELLUG, 1998.
- (de) Anne-Bitt Gerecke, Transkulturalität als literarisches Programm. Heinrich Wilhelm von Gerstenbergs Poetik und Poesie, Göttingen, Vandenhoeck & Ruprecht, coll. « Palaestra » (no 317), 2002, 344 p. (lire en ligne)

### Notices et sources numérisées
- (en) Heinrich Wilhelm von Gerstenberg sur l'Encyclopædia Britannica de 1911 en ligne.
- (de) Käte Lorenzen, « Gerstenberg, Heinrich Wilhelm von », dans Neue Deutsche Biographie (NDB), vol. 6, Berlin, Duncker & Humblot, 1964, p. 325–326 (original numérisé)..
- (de) Carl Christian Redlich, « Gerstenberg, Heinrich Wilhelm von », dans Allgemeine Deutsche Biographie (ADB), vol. 9, Leipzig, Duncker & Humblot, 1879, p. 60-66.
- (da) Biographie de Gerstenberg dans le Dansk biografisk leksikon.
- (de) Heinrich Wilhelm von Gerstenberg sur Wikisource.
- (de) Notice et œuvres de Gerstenberg sur le site Zeno.
- (de) Ugolino : eine Tragödie in fünf Aufzügen
- Notices d'autorité :   - VIAF
  - ISNI
  - BnF (données)
  - IdRef
  - LCCN
  - GND
  - Belgique
  - Pays-Bas
  - Pologne
  - Israël
  - NUKAT
  - Suède
  - Vatican
  - Tchéquie
  - WorldCat
- Ressources relatives à la musique :   - International Music Score Library Project
  - MusicBrainz
  - Répertoire international des sources musicales
- Ressource relative aux beaux-arts :   - British Museum
- Notices dans des dictionnaires ou encyclopédies généralistes :   - Britannica
  - Brockhaus
  - Dansk biografisk leksikon
  - Den Store Danske Encyklopædi
  - Deutsche Biographie
  - Enciclopedia italiana
  - Enciclopedia De Agostini
  - Hrvatska Enciklopedija
  - Internetowa encyklopedia PWN
  - Nationalencyklopedin
  - Proleksis enciklopedija
  - Store norske leksikon
  - Treccani
  - Visuotinė lietuvių enciklopedija